# Up Periscope
Up Periscope (bra Periscópio à Vista) é um filme de guerra estadunidense de 1959, dirigido por Gordon Douglas para a Warner Bros., com roteiro de Richard H. Landau baseado no romance Up Periscope, de Robb White.

## Sinopse
Oficial americano é enviado secretamente a uma ilha do Pacífico Sul, a fim de decifrar um código usado nas transmissões de rádio dos japoneses que ocupam a ilha. O comandante do submarino só pode esperar 18 horas pela volta do oficial, sob risco de ficar sem oxigênio.

## Elenco
- James Garner... tte. mergulhador Kenneth M. Braden
- Edmond O'Brien... comte. Paul Stevenson
- Andra Martin... Sally Johnson
- Alan Hale Jr.... tte. Pat Malone
- Carleton Carpenter... tte. Phil Carney
- Frank Gifford... eng. Cy Mount
- William Leslie... tte. Doherty
- Richard Bakalyan... marinheiro Peck
- Edd Byrnes... farmacêutico Mate Ash
- Sean Garrison... marinheiro Floyd
- Henry Kulky... chefe de gabinete York
- Warren Oates... marinheiro Kovacs